# Коуторн, Рейчел
Рейчел Коуторн (англ. Rachel Cawthorn; род. 3 ноября 1988, Великобритания) — британская гребчиха на байдарках. Она выиграла бронзовую медаль в городе Познань на чемпионате мира в 2010 году(Б-1 500 м), стала первой женщиной из Великобритании, которая выигрывала медаль на чемпионате мира по гребле на байдарках и каноэ.